# Luis María Fernández de Córdoba y Pérez de Barradas
Luis María de Constantinopla Fernández de Córdoba y Pérez de Barradas (Madrid, 20 de març de 1851 - Las Navas del Marqués, 13 de maig de 1879) va ser un noble espanyol, XVI duc de Medinaceli, Gran d'Espanya i cap de la casa de Medinaceli.
Va néixer a Madrid el dia 20 de març de 1851 essent fill de Luis Tomás Fernández de Córdoba i Ponce de León, XV duc de Medinaceli, i Ángela Apolonia Pérez de Barradas y Bernuy, I duquessa de Dénia i Tarifa. Va ser batejat a la parròquia de Sant Sebastià de la capital el dia següent.
Es va casar en primeres núpcies el 2 d'octubre de 1875 amb María Luisa Fitz-James Stuart, duquessa de Montoro i filla dels ducs d'Alba, a l'església de San Marcos de Madrid. Va quedar vidu uns mesos després sense arribar a tenir fills.
El duc es va tornar a casar el 23 de novembre de 1878 amb Casilda Remigia de Salabert y Arteaga, marquesa de Torrecilla. Un any després, i sense descendència, el XVI duc de Medinaceli moria a Madrid. No obstant això, la seva dona havia quedat embarassada i va donar lum al seu fill pòstum i l'hereu al ducat, Luis Jesús Fernández de Córdoba y Salabert.

## Títols
Els títols de noblesa del XVI duc de Medinaceli eren:
- XVI Duc de Medinaceli (1873-1879).
- XIV Duc d'Alcalá de los Gazules (1873-1879).
- XIII Duc de Camiña (1873-1879).
- XVIII Duc de Cardona (1873-1879).
- XVI Duc de Feria (1873-1879).
- VI Duque de Santisteban del Puerto (1873-1879).
- XVII Duc de Sogorb (1873-1879).

- XIV Marquès de Cogolludo (1851-1873).
- XIII Marquès de Montalbán (1851-1879).
- XIII Marquès de Villalba (1853-1879).
- XII Marquès de Alcalá de la Alameda (1873-1879).
- XII Marquès d'Aitona (1873-1879).
- XV Marquès de Comares (1873-1879).
- XVII Marquès de Dénia (1873-1879).
- XV Marquès de las Navas (1873-1879).
- XII Marquès de Malagón (1873-1879).
- XVIII Marquès de Pallars (1873-1879).
- XV Marquès de Priego (1873-1879).
- XI Marquès de Solera (1873-1879).
- XVII Marquès de Tarifa (1873-1879).
- XVII Marquès de Villareal (1873-1879).

- XX Comte d'Osona (1851-1879).
- XVII Comte de Alcoutim (1873-1879).
- L Comte d'Empúries (1873-1879).
- XXII Comte de Buendía (1873-1879).
- XVIII Comte de Cocetània (1873-1879).
- XIV Comte de El Castellar (1873-1879).
- XVII Comte del Risco (1873-1879).
- XVII Comte de los Morales (1873-1879).
- XVII Comte de Medellín (1873-1879).
- XXIV Comte de Prades (1873-1879).
- XV Comte de Santa Gadea (1873-1879).
- XV Comte de Valenza i Valladares (1873-1879).
- XII Comte de Villalonso

- XLIV Vescomte de Bas (1873-1879).
- XLII Vescomte de Cabrera (1873-1879).
- XL Vescomte de Vilamur (1873-1879).